# Vlora

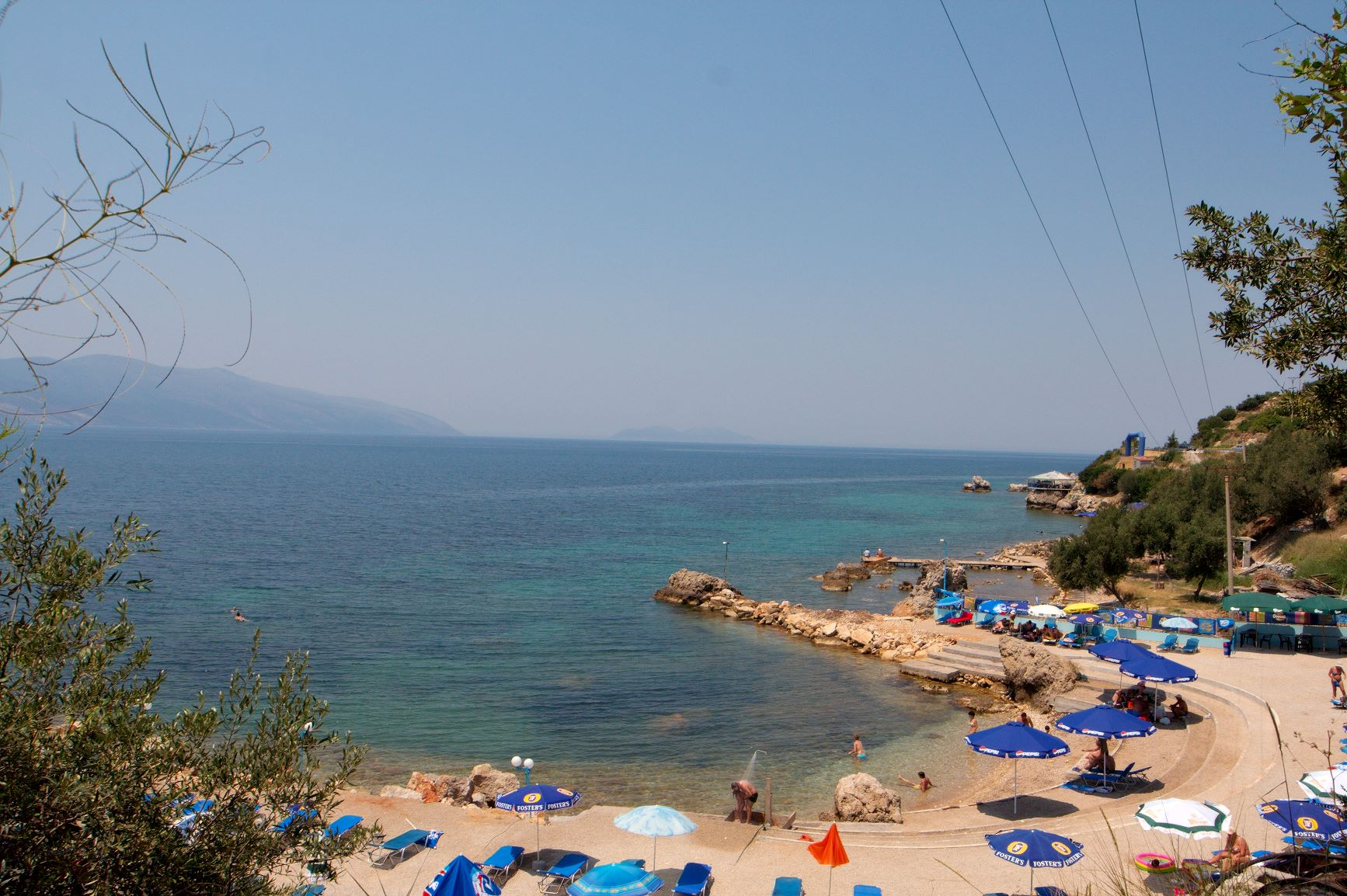
A Vlorai-öböl látképe

Vlora (görögül: Αυλόν/Aulón, aromunul és olaszul: Valona, törökül: Avlonya, régi magyar nevén Avlona vagy Valóna) város Albánia délnyugati részén, az Adriai-tenger partján, az azonos nevű Vlora kerület székhelye. Az ország negyedik legnépesebb városa, lakossága mintegy 90 600 fő (2006, becslés). Ipari város, Durrës után az ország második legjelentősebb kikötővárosa. A Dél-albániai apostoli kormányzóság püspöki székhelye.

## Fekvése
Vlora az Adriai- és a Jón-tenger érintkezésénél, a Sazan-sziget és a Karaburum-félsziget által védett Vlorai-öböl partján fekszik. A szárazföld felől a Himarë-hegység lankáin kialakított kertek és olajfaligetek övezik.

## Éghajlata
| Hónap                         | Jan. | Feb. | Már. | Ápr. | Máj. | Jún. | Júl. | Aug. | Szep. | Okt. | Nov. | Dec. | Év   |
| ----------------------------- | ---- | ---- | ---- | ---- | ---- | ---- | ---- | ---- | ----- | ---- | ---- | ---- | ---- |
| Átlagos max. hőmérséklet (°C) | 13,0 | 14,0 | 16,0 | 19,0 | 23,0 | 27,0 | 30,0 | 30,0 | 27,0  | 23,0 | 19,0 | 15,0 | 21,4 |
| Átlagos min. hőmérséklet (°C) | 6,0  | 6,0  | 8,0  | 10,0 | 14,0 | 17,0 | 19,0 | 19,0 | 16,0  | 14,0 | 11,0 | 8,0  | 12,4 |
| Átl. csapadékmennyiség (mm)   | 120  | 106  | 92   | 79   | 54   | 28   | 9    | 26   | 32    | 116  | 192  | 141  | 995  |
| Havi napsütéses órák száma    | 133  | 148  | 174  | 225  | 273  | 318  | 369  | 344  | 279   | 211  | 117  | 99   | 2690 |
| Forrás: climatetemp.info      |      |      |      |      |      |      |      |      |       |      |      |      |      |

## Története
Vlora az egyik legrégebbi albániai település. A Kr. e. 7. században alapították feltehetően dór gyarmatosítók Aulón (Αυλων) néven, amelyet Klaudiosz Ptolemaiosz és Hieroklész is megemlített földrajzi munkájában. Az i. e. 1. század után Aulona néven a római Illyricum, majd Epirus Nova provincia részeként jelentős kikötőváros volt, az Apollóniát Órikosszal összekötő út egyik állomása.
Az 5. században korai keresztény központ, püspöki székhely lett, amelynek püspökei közül az ismertebbek Nazarius (458) és Soter (553) voltak. 733-ig a római anyaszentegyházhoz tartozott, de ekkor Illíria egészével együtt a bizánci Ökumenikus Patriarchátus része lett, s az aulóni püspökség további létezéséről nincsenek adataink. A barbár törzsek (főleg bolgárok) betöréseit megsínylette Aulón, s az elkövetkező századokat mint egyszerű halászfalu élte végig.
A középkor elején a város gyakran cserélt gazdát. Szicília normann királyai 1081-ben foglalták el, 1205-ben az Anjouk, 1345-ben a szerbek, akik aztán hamarosan átengedték a várost a Balsháknak. 1417-ben az Oszmán Birodalom része lett Avlonya néven, s a Porta első adriai kikötővárosaként gyors fejlődésnek indult. 1690-ben a Velencei Köztársaság igazgatása alá került Valona (Avlona) néven, de a törökök a rákövetkező évben visszafoglalták a várost, igaz, ez a hadi siker a fellegvár elpusztításával járt. 1812-ben Ali Tepeleni pasa foglalta el és kalózfészekké züllesztette a várost. Az 1851. évi földrengés további károkat okozott Avlonyában, amelyet a 19. század második felében lassú fejlődés követett. A helyiek fegyvergyártással, bőrcserzéssel, halászattal és sólepárlással szerezték jövedelmüket.
1912. november 28-án a város szülötte, Ismail Qemali itt kiáltotta ki Albánia függetlenségét, vezetésével itt működött az ország első (ideiglenes) kormánya, s Vlora lett az ország első fővárosa 1914-ig. Ugyanakkor a nagyhatalmak a Qemali-kormányt nem ismerték el, s Vlora székhellyel létrehozták a Nemzetközi Ellenőrző Bizottságot. Az első világháborúban, 1914. október 30-án az olasz csapatok elfoglalták a Sazan-szigetet és Vlora kikötőjét, majd december 26-án a városba is bevonultak. 1915 áprilisában az antanthatalmak elismerték a Vlora feletti olasz protektorátust. 1920. május 20-án „El a kezekkel Vlorától!” jelszóval megszervezték a Nemzetvédelmi Bizottságot, fegyverbe szólítva az albánokat, s a harcokat követően az olaszok július 2-án kiürítették a várost. 1924 májusában kormányellenes megmozdulás szerveződött a városban Shefqet Vërlaci kabinetje ellen, s a vlorai felkelők június 10-én elfoglalták Tiranát és megdöntötték a Legfelsőbb Tanácsot.
A második világháború alatt az öböl bejáratánál lévő Sazan-szigeten a megszálló olaszok és németek haditengerészeti és tengeralattjáró-bázist építettek ki, amely a szövetségesek bombázásait erősen megsínylette. A háborút követően a Szovjetunió újjáépíttette, felszerelte és mint adriai haditengerészeti bázist használatba vette a szigetet. A két ország közötti diplomáciai kapcsolatok elhidegülésekor, 1960-ban Albánia ragaszkodott hozzá, hogy a Szovjetunió átadja a támaszpontot, amire Hruscsov Vlora megszállásával fenyegetőzött, de 1961 áprilisában végül elhagyták Sazan szigetét. Szovjet pénzügyi, katonai és technikai segítség híján azonban Albánia nem volt képes kielégítően működtetni a tengerészeti támaszpontot.
Az egész országot megrázó piramisjáték-válság idején, minthogy a krízist előidéző cégek egy része itt volt bejegyezve, 1997 januárjában Vlora a zavargások egyik fő fészke volt.

## Gazdasága
Vlora napjainkban jelentős kikötőváros és kereskedelmi központ, számottevő iparral (élelmiszer-, szesz-, cementipar) és halászattal. A környéken kőolaj-, földgáz- és bitumenbányászat, valamint sólepárlás is folyik. A vidék fő mezőgazdasági terményei az olívabogyó, olívaolaj, zab, kukorica, gyapot, de nagyszámban tenyésztenek szarvasmarhát és juhot is. Az utóbbi években, a turizmus fellendülésének köszönhetően a szolgáltatóipar is sokat fejlődött.
Az 1990-es években a város a tengeri csempészet melegágya lett, a mindössze 60-70 kilométerre található olasz partok közelsége, az albán hatóságok nemtörődömsége kedvező helyzetet teremt az áru-, drog- és fegyvercsempészetnek. Ugyanakkor a feketegazdaságnak pénzt is köszönhetnek a helyiek, Vlora ma Albánia egyik infrastrukturálisan legfejlettebb városa.

## Látnivalók
A város fő látnivalója az 1542–1557 között épült Murád-mecset (Xhamia e Muradit), és az 1912-es eseményekre emlékeztető függetlenségi emlékmű. A Vlora környéki fövenyes tengerparti strandok, különösen a közeli Nartai-lagúna, kedvelt üdülőhelyek. Igazán érdekes látványossággal a Karaburum-félsziget végében található romváros, Órikosz szolgál.

## Testvérvárosok
- Hollywood, (Florida, Amerikai Egyesült Államok)